# Hormone
Parmi les animaux, une hormone est une substance produite de façon naturelle par un organe du corps, qui est transportée par le sang et agit sur d’autres organes. C'est une substance chimique biologiquement active, synthétisée par une cellule glandulaire et sécrétée dans le milieu intérieur où elle circule, agissant à distance et par voie sanguine sur des récepteurs spécifiques d'une cellule cible. Elle transmet un message sous forme chimique et joue donc un rôle de messager dans l'organisme. Les hormones existent également chez les plantes où elles jouent un rôle similaire, bien qu'avec un mode de production, de diffusion et d'action différent de celui des hormones animales. Le terme « hormone » (du grec ὁρμάω / hormáô, mettre en mouvement) a été adopté par Ernest Starling  pour désigner les substances qui assurent la liaison entre les divers organes.

## Fonctionnement
Une hormone est une molécule messagère produite par le système endocrinien (une glande endocrine ou un tissu endocrinien) en réponse à une stimulation et capable d'agir à très faible dose.
Elle est ensuite diffusée dans l'ensemble de l'organisme. Les hormones animales sont sécrétées par des glandes spécialisées et diffusées par le sang ou la lymphe. Les hormones, comme les autres molécules circulantes, sont excrétées dans les excréments et l'urine, parfois après conjugaison et/ou dégradation. Des molécules apparentées, les phéromones, sont produites par des glandes externes, qui servent par exemple chez l'animal à marquer le territoire, la dominance dans le groupe ou les dispositions sexuelles. 
Chez les végétaux, les hormones sont soit véhiculées par la sève, soit transportées activement par les cellules, soit diffusées entre les cellules dans la paroi ou vers l'extérieur, avec émission éventuelle dans l'atmosphère sous forme gazeuse (éthylène par exemple) ou dans la rhizosphère dans le sol.
L'organe émetteur agit ainsi à distance sur l'ensemble des organes cibles de l'organisme ou d'organismes voisins de la même espèce, voire d'organismes symbiotes dont les récepteurs sont activés au contact des hormones spécifiques (interactions durables).

## Rôle
Les hormones ont une fonction de communication qui, en comparaison avec celle du système nerveux, peut être qualifiée de lente, continue et diffuse. Les concentrations hormonales, étudiées en endocrinologie, contiennent donc des informations représentatives de différents états. Elles régulent ainsi l'activité d'un ou plusieurs organes ou organismes dont elles modifient le comportement et les interactions. 
Exemple : la mélatonine a une concentration dans le sang qui est régulée par les variations de la lumière (alternances jour/nuit) : comme elle est produite pendant la nuit, sa concentration circulante est plus élevée en hiver (nuits plus longues) qu'en été. C'est elle qui est responsable des variations saisonnières de la reproduction chez les petits ruminants (ovins, caprins), les chevaux et de très nombreuses espèces sauvages.
La régulation de la sécrétion hormonale se fait par l'intermédiaire de rétrocontrôle, dit « positif » en cas d'augmentation de sécrétion de l'hormone, et « négatif » s'il induit une diminution de la sécrétion hormonale. Cette régulation est également influencée par de nombreux cycles hormonaux ou systèmes en cascade où la concentration en une première hormone commande la libération de la (ou des) suivante(s), ou au contraire l'inhibition de leur sécrétion. 
Exemple : la GnRH contrôle la libération de FSH et LH. (Elle agit donc sur leurs propres cycles de rétrocontrôle pour influer sur leurs concentrations). FSH et LH jouent un rôle majeur dans la libération d'hormones sexuelles dans le sang. C'est en fonction de cette concentration en hormones sexuelles qu'est libérée la GnRH. 
Les hormones interviennent dans de nombreux processus, dont la reproduction, la différenciation cellulaire, l'homéostasie, ou encore la régulation des rythmes chronobiologiques…
Le rôle des hormones sexuelles externes est encore très discuté chez l'Homme qui a, par rapport aux autres mammifères, un odorat faible et une sexualité plus complexe, mais certaines études laissent penser qu'il existe. Les poils des aisselles et de la zone pubienne, du scrotum et du périnée pourraient ainsi jouer un rôle de « diffuseur hormonal », par exemple d'androstadienone (dérivé de la testostérone présent dans la sueur et d'autres sécrétions masculines, qui influe sur l'humeur des femmes et affecte la sécrétion de l'hormone lutéinisante stimulant l'ovulation). 
Il a été montré que des extraits de sueur féminine placés sur la lèvre supérieure, sous les narines d'autres femmes pouvaient modifier leurs taux d'hormones et synchroniser leurs cycles menstruels avec le cycle de la femme ayant fourni l'échantillon de sueur. On a aussi montré que des extraits de sueur masculine, déposé sur la lèvre supérieure d'une femme élèvent le taux de cortisol de cette femme dans les 15 minutes qui suivent, avec des effets persistants une heure (on ignore encore si c'est le taux de cortisol qui affecte l'humeur des femmes ou l'inverse).
Les endocrinologues sont amenés à travailler sur de nouvelles questions telles que :
- relations entre hormones ou perturbateurs endocriniens et cancers[3] ;
- conséquences du traitement substitutif de la ménopause ;
- effets de la contraception hormonale au long terme sur la santé, et aussi sur l'environnement (hormones diffusées via les urines et non traitées par les stations d'épuration) ;
- influence des hormones sur le développement de l’obésité et du diabète de type 2 ;
- impacts de l'usage d'hormones dans l'alimentation animale.

## Les différents types d'hormones
Chez les vertébrés, on distingue les classes chimiques suivantes :
1. Les hormones dérivées d'amines, qui sont constituées d'un seul acide aminé (la tyrosine ou le tryptophane) mais sous une forme dérivée. Exemples : les catécholamines et la thyroxine ;
2. Les hormones peptidiques ; qui sont des chaînes d'acides aminés, donc des protéines, appelées peptides pour les plus courtes. Exemples d'hormones à base d'oligopeptides : le TRH et la vasopressine. Exemples d'hormones de type protéines : l'insuline et l'hormone de croissance. Ou encore l'ocytocine, découverte en 1954, fabriquée dans l’hypothalamus et la post-hypophyse, qui stimule les contractions de l'utérus chez la femme enceinte et accélère le travail de l'accouchement ;
3. Les hormones stéroïdes, qui sont des stéroïdes dérivés du cholestérol. Les principales sources sont la cortico-surrénale et les gonades. Exemples d'hormones stéroïdes : les œstrogènes, la testostérone et le cortisol. Les hormones du type stérol tel le calcitriol sont un système homologue ;
4. Les hormones à base de lipides et de phospholipides sont dérivées de lipides comme l'acide linoléique et de phospholipides comme l'acide arachidonique. Les eicosanoïdes forment la classe principale, parmi laquelle les plus étudiées sont les prostaglandines.

### Végétale
Les hormones végétales sont plus rigoureusement appelées phytohormones ou facteurs de croissance car ce ne sont pas à proprement parler des hormones. Elles ont souvent comme fonction d'assurer la croissance de la plante ou sa morphogenèse.
C'est le cas notamment de l'auxine qui contribue à la formation des organes de la plante (les racines par exemple) et à sa croissance mais intervient aussi dans les phénomènes de tropisme.
Elles se distinguent des hormones animales en plusieurs points :
- leur sécrétion n'est pas assurée par des organes spécifiques de la plante (tout juste existe-t-il des zones de synthèse privilégiées) ;
- leur effet varie en fonction de leur concentration (exemple : à faible concentration 10−10 g/mL, l'auxine a un effet discret positif sur la croissance racinaire. À de plus fortes concentrations, 10−8 g/mL, elle inhibe l'élongation et induit la rhizogenèse) ;
- elles agissent rarement seules : leurs effets résultent bien souvent d'une action coordonnée de plusieurs hormones (exemple : stimulation de la division cellulaire grâce à l'action conjuguée de l'auxine et des cytokinines).

### Autres
Sur le même mode d'action chimique :
- dans le cas de diffusions limitées à une zone restreinte, on parle d'hormone paracrine ou substance paracrine. Il existe aussi un cas particulier où la substance agit sur la cellule productrice, on parle alors d'hormone autocrine ;
- les hormones libérées par des neurones sont appelées des neurohormones (à ne pas confondre avec les neuromédiateurs). Elles sont sécrétées de la même manière que les neurotransmetteurs dont le mode d'action est identique, mais dans le sang et non dans la synapse. Il arrive d'ailleurs qu'une même molécule soit appelée neurotransmetteur ou hormone suivant son utilisation ou le contexte dans lequel elle est étudiée.

## Substances ayant des effets similaires
Certaines substances ont des effets chez les êtres humains et les animaux qui sont similaires à ceux des hormones naturelles. Parmi les androgènes naturellement présents dans certaines huiles, on trouve le campestérol et le stigmastérol. Ces substances sont appelées phyto-androgènes. Les phyto-androgènes sont beaucoup plus communs. On les retrouve dans des aliments de base comme le soja. 
Plusieurs substances chimiques entraînent également des effets hormonaux chez les mammifères et perturbent l'action des hormones naturelles. Ces substances sont classées dans la catégorie des perturbateurs endocriniens. Le terme perturbateur endocrinien est souvent utilisé comme synonyme de xénohormone (xéno-androgène s'il entraîne des effets androgéniques et xénoestrogène pour les effets œstrogéniques) même si ce dernier terme peut désigner tout composé naturel ou de synthèse présentant des propriétés similaires à celles des hormones (se liant généralement à certains récepteurs hormonaux).